# Humpelrock

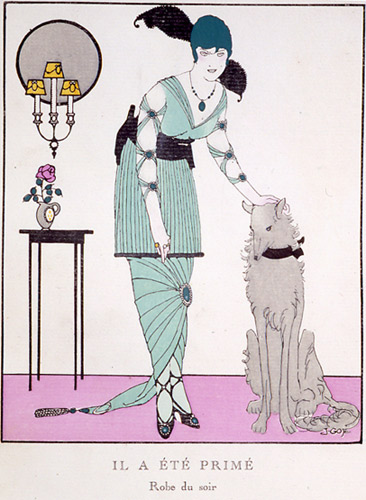
Humpelrock aus einem Modeblatt von 1914

Ein Humpelrock ist ein besonders enger bodenlanger Rock. Er kam erstmals im 19. Jahrhundert in Mode. Synonyme und verwandte Bezeichnungen: Fesselrock, Mumienrock, (engl.) hobble skirt, (frz.) jupe entravée, Schlauchrock. Ein Bleistiftrock ist im Gegensatz zum historischen Humpelrock höchstens wadenlang, endet aber meistens unterhalb des Knies.

## Geschichte

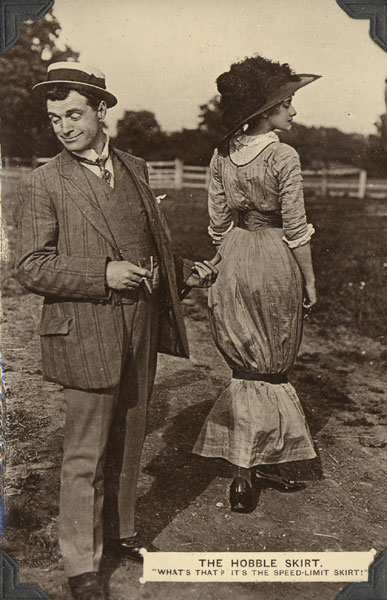
Satirische Postkarte, ca. 1911. Bildunterschrift: „Was das ist? Ein Rock mit Geschwindigkeitsbeschränkung!“

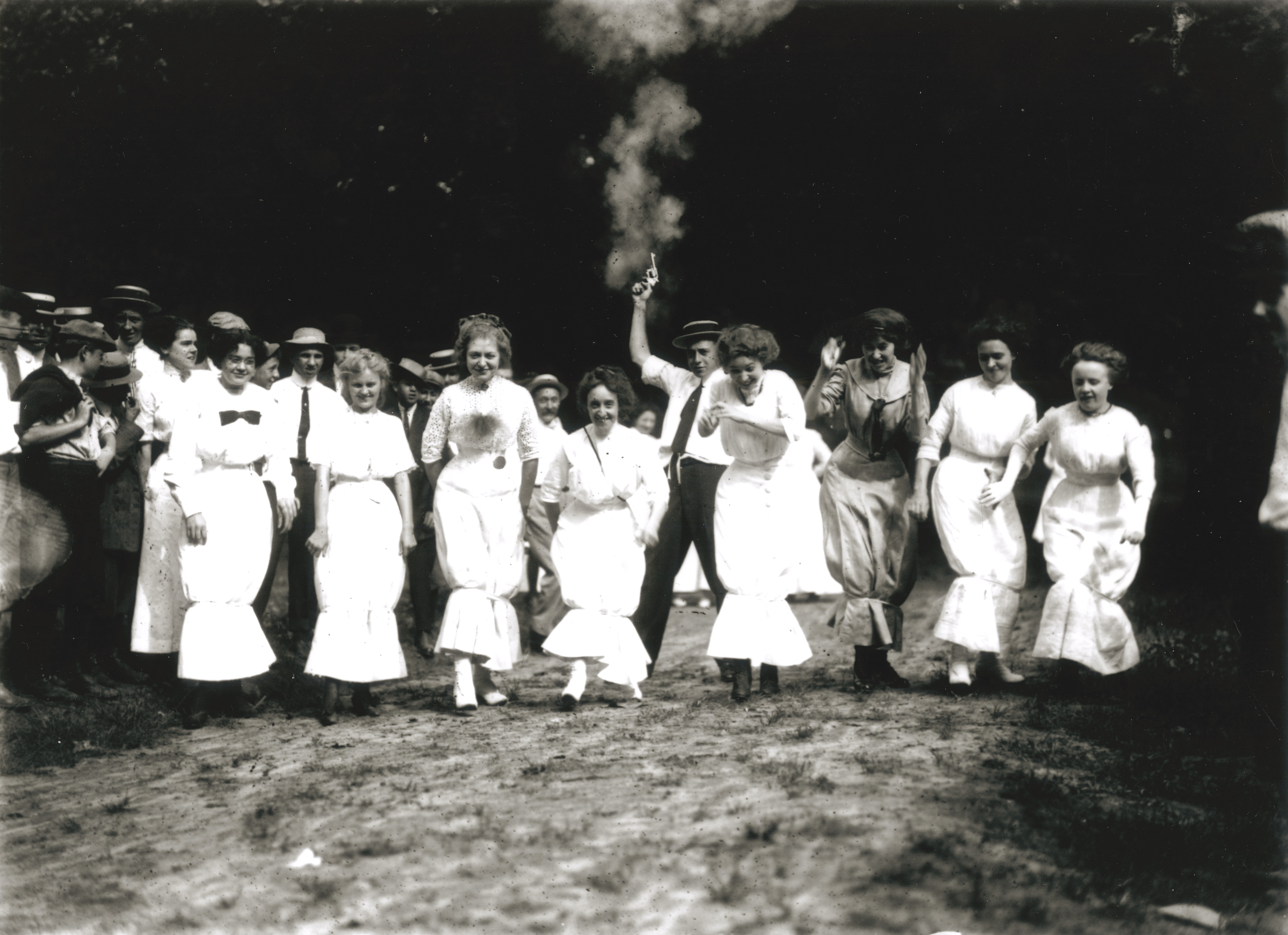
Teilnehmerinnen eines Humpelrock-Rennens

Humpelröcke tauchten mehrfach in der Mode auf. Ein frühes Beispiel sind die Röcke um 1880, die allerdings wenige Jahre später wieder weiter wurden. Im engeren Sinn bezeichnet der Begriff Humpelrock die besonders engen und langen Röcke ab 1910/11. Bekannt wurden vor allem die Humpelröcke des französischen Modeschöpfers Paul Poiret, aber auch zahlreiche andere Modedesigner der Epoche entwarfen Humpelröcke, darunter Lucile, Jeanne Paquin und Léon Bakst. Das gemeinsame und namensgebende Merkmal ist, dass die Trägerinnen nur kleine Schritte darin machen können, also zum unbeholfenen Trippeln oder Humpeln gezwungen sind.
Eine zweite Blütezeit erlebten die engen Röcke in den 1950er und 1960er Jahren, besonders in den USA, allerdings waren sie nicht mehr bodenlang. Und wie die Oscar-Preisverleihung im Jahre 2005 zeigt (beispielsweise Mariah Carey), finden die Humpelröcke auch heute noch Trägerinnen. Sie sind aber nicht Bestandteil der aktuellen Mode und werden von den meisten Frauen als unbequem abgelehnt.

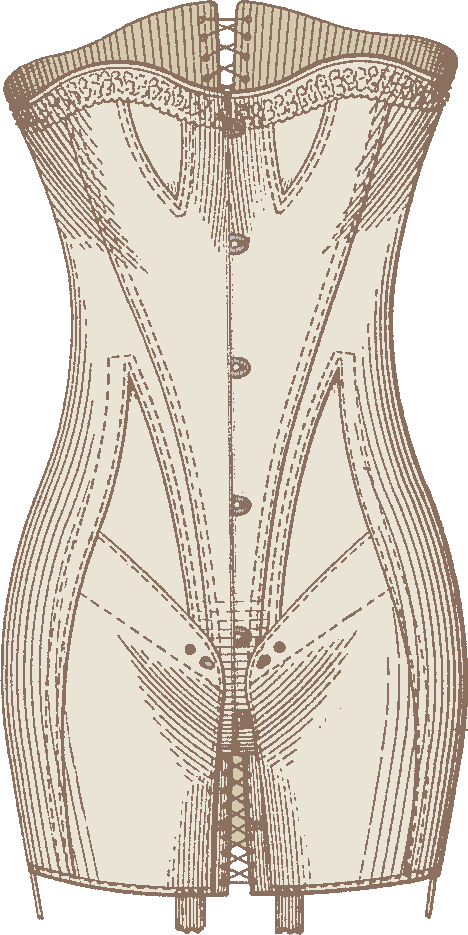
Patentzeichnung von 1913

Um 1910 gab es immer wieder Presseberichte über Unfälle als Folge der bewegungseinschränkenden Humpelröcke: Frauen fielen häufig Treppen hinunter, kamen nicht schnell genug über die Straße oder verletzten sich beim Aussteigen aus Kutschen und Automobilen. In amerikanischen Bahnhöfen wurden zusätzliche Stufen angebracht, damit Frauen überhaupt in die Züge gelangen konnten, und in Dallas (USA) dachte man ernsthaft darüber nach, ob man die Bürgersteige aus Sicherheitsgründen absenken sollte.
Um ein versehentliches Zerreißen des Saumes oder der Nähte zu vermeiden, wurden gelegentlich unter dem Kleid auch Fußfesseln aus Stoff getragen oder bis über die Oberschenkel verlängerte Korsetts, bei denen sich durch eine separate Schnürung die Beinfreiheit beschränken ließ.